# Mille Miglia 1957
Navigation
Édition précédente Édition suivante
Les Mille Miglia 1957, sont disputées les 11 mai 1957 et 12 mai 1957 en Italie.

## Course

### Accident de Guidizzolo
L'épreuve est endeuillée par le grave accident de Guidizzolo (Mantoue) : une pierre fait éclater un pneu de la Ferrari 335S d'Alfonso de Portago qui part en vol plané et fauche une trentaine de spectateurs : Alfonso de Portago, son copilote Edmund Nelson, neuf spectateurs, dont cinq enfants, meurent sur le coup. Un des vingt blessés meurt ensuite à l'hôpital. La course n'est pas interrompue mais les Mille Miglia n'y survivent pas.

## Classement
| Pos. | N°   | Catégorie | Pilote                  | Copilote              | Écurie                    | Voiture                         | Temps            | Abandon                                            |
| ---- | ---- | --------- | ----------------------- | --------------------- | ------------------------- | ------------------------------- | ---------------- | -------------------------------------------------- |
| 1    | 535  | S+2.0     | Piero Taruffi           |                       | Scuderia Ferrari          | Ferrari 315 S                   | 10 h 27 min 47 s |                                                    |
| 2    | 532  | S+2.0     | Wolfgang von Trips      |                       | Scuderia Ferrari          | Ferrari 315 S                   | 10 h 30 min 48 s |                                                    |
| 3    | 417  | GT+2.0    | Olivier Gendebien       | Jacques Washer        | Scuderia Ferrari          | Ferrari 250 GT LWB Scaglietti   | 10 h 35 min 53 s |                                                    |
| 4    | 530  | S+2.0     | Giorgio Scarlatti       |                       | Officine Alfieri Maserati | Maserati 300S                   | 11 h 00 min 58 s |                                                    |
| 5    | 349  | S1.5      | Umberto Maglioli        |                       |                           | Porsche 550 RS                  | 11 h 14 min 07 s |                                                    |
| 6    | 441  | GT+2.0    | Camillo Luglio          | Umberto Carli         |                           | Ferrari 250 GT LWB Zagato       | 11 h 26 min 58 s |                                                    |
| 7    | 431  | GT+2.0    | Paolo Ferraro           |                       |                           | Ferrari 250 GT LWB Scaglietti   | 11 h 30 min 55 s |                                                    |
| 8    | 451  | S2.0      | Gino Munaron            |                       |                           | Ferrari 500 TRC                 | 11 h 32 min 04 s |                                                    |
| 9    | 430  | GT+2.0    | Albino Buticchi         |                       |                           | Ferrari 250 GT LWB Zagato       | 11 h 44 min 27 s |                                                    |
| 10   | 458  | S2.0      | Gotfrid Köchert         |                       | Gotfrid Köchert           | Ferrari 500 TRC                 | 11 h 49 min 02 s |                                                    |
| 11   | 354  | S1.5      | Heinz Schiller          |                       | Ecurie La Meute           | Porsche 550 RS                  | 11 h 54 min 24 s |                                                    |
| 12   | 453  | S2.0      | Siro Sbraci             |                       |                           | Ferrari 500 TRC                 | 12 h 02 min 08 s |                                                    |
| 13   | 507  | S2.0      | Jean Guichet            |                       |                           | Ferrari 500 Mondial             | 12 h 08 min 22 s |                                                    |
| 14   | 225  | GT1.6     | Paul-Ernst Strähle      | Herbert Linge         |                           | Porsche356A Carrera             | 12 h 10 min 08 s |                                                    |
| 15   | 442  | GT+2.0    | ”Kammamuri”             | Vincenzo Bellini      |                           | Ferrari 250 GT LWB Scaglietti   | 12 h 21 min 21 s |                                                    |
| 16   | 435  | GT+2.0    | Erasmo Crivellari       | Oscar Papais          |                           | Ferrari 250 GT LWB Scaglietti   | 12 h 22 min 08 s |                                                    |
| 17   | 224  | GT1.6     | Dieter Lissmann         |                       |                           | Porsche 356A Carrera            | 12 h 29 min 45 s |                                                    |
| 18   | 217  | GT1.6     | Hans-Joachim Walter     | R. Reinhold           |                           | Porsche 356A Carrera            | 12 h 33 min 18 s |                                                    |
| 19   | 422  | GT+2.0    | Guido Mario Terzi       |                       |                           | Lancia Aurelia B20              | 12 h 35 min 45 s |                                                    |
| 20   | 105  | GT1.3     | Henry Convert           | Raul Martin           |                           | Alfa Romeo Giulietta SV         | 12 h 39 min 44 s |                                                    |
| 21   | 122  | GT1.3     | Pietro Laureati         |                       |                           | Alfa Romeo Giulietta SV         | 12 h 44 min 50 s |                                                    |
| 22   | 450  | S2.0      | Odoardo Govoni          |                       |                           | Maserati A6GCS                  | 12 h 46 min 07 s |                                                    |
| 23   | 504  | S2.0      | Nando Pagliarini        |                       |                           | Maserati 200SI                  | 12 h 47 min 47 s |                                                    |
| 24   | 102  | GT1.3     | Kostas Spiliotakis      | S. Zannos             |                           | Alfa Romeo Giulietta SV         | 12 h 48 min 54 s |                                                    |
| 25   | 439  | GT+2.0    | Ovidio Capelli          |                       |                           | Ferrari 250 GT LWB Scaglietti   | 12 h 49 min 28 s |                                                    |
| 26   | 325  | S1.1      | Giulio Cabianca         |                       |                           | Osca S950                       | 12 h 51 min 46 s |                                                    |
| 27   | 403  | S1.5      | Harald von Saucken      | Georg Bialas          |                           | Porsche 356 1500 Speedster      | 12 h 54 min 05 s |                                                    |
| 28   | 410  | TS+2.0    | Albert Heuberger        |                       |                           | BMW 502                         | 12 h 54 min 33 s |                                                    |
| 29   | 109  | GT1.3     | Bruno Grazioli Vicenza  | Paolo Grazioli        |                           | Alfa Romeo Giulietta SV         | 12 h 54 min 47 s |                                                    |
| 30   | 117  | GT1.3     | Rocco Lanzini           | Gianfranco Stanga     |                           | Alfa Romeo Giulietta SV         | 12 h 55 min 16 s |                                                    |
| 31   | 357  | GT1.3     | Robin Carnegie          |                       | Fitzwilliam Racing Team   | MG A                            | 12 h 55 min 21 s |                                                    |
| 33   | 121  | GT1.3     | Carlo Mario Abate       |                       |                           | Alfa Romeo Giulietta SVZ        | 13 h 00 min 04 s |                                                    |
| 34   | 308  | GT2.0     | Luigi Nobile            | Pietro Cagnana        |                           | Fiat 8V Zagato                  | 13 h 00 min 49 s |                                                    |
| 37   | 414  | GT+2.0    | Tommy Wisdom            | Cecil Winby           |                           | Austin-Healey 100/Six           | 13 h 04 min 10 s |                                                    |
| 41   | 230  | GT1.6     | Carel Godin de Beaufort |                       |                           | Porsche 356A Carrera            | 13 h 06 min 58 s |                                                    |
| 46   | 409  | TS+2.0    | Walter Löffler          | Carsten Johansson     |                           | BMW 502                         | 13 h 18 min 27 s |                                                    |
| 50   | 012  | GT1.1     | Luciano Mantovani       |                       |                           | Lancia Appia GT Zagato          | 13 h 20 min 22 s |                                                    |
| 54   | 024  | GT1.1     | Enrico Anselmi          |                       |                           | Lancia Appia GT Zagato          | 13 h 23 min 39 s |                                                    |
| 58   | 138  | S750      | Giancarlo Rigamonti     |                       |                           | Osca S750                       | 13 h 29 min 41 s |                                                    |
| 63   | 52   | GT750     | Alfonso Thiele          |                       |                           | Fiat-Abarth 750 GT Zagato       | 13 h 32 min 33 s |                                                    |
| 66   | 040  | TS1.3     | Roger Delagenste        |                       |                           | Peugeot 403                     | 13 h 34 min 17 s |                                                    |
| 68   | 40   | GT750     | Marino Guarnieri        |                       |                           | Fiat-Abarth 750 GT Zagato       | 13 h 38 min 40 s |                                                    |
| 73   | 015  | GT1.1     | Giorgio Lurani          |                       |                           | Lancia Appia GT Zagato          | 13 h 40 min 52 s |                                                    |
| 78   | 208  | TS1.6     | Joachim Springer        |                       |                           | Ford Taunus 15 M                | 13 h 46 min 54 s |                                                    |
| 79   | 348  | S1.5      | Georges Berger          | René Foiret           |                           | Maserati 150S                   | 13 h 47 min 28 s |                                                    |
| 81   | 73   | GT1.0     | Jean-Claude Vidilles    |                       |                           | D.B-Panhard HBR                 | 13 h 47 min 42 s |                                                    |
| 83   | 64   | TS1.0     | Paul Frère              |                       |                           | Renault Dauphine                | 13 h 47 min 55 s |                                                    |
| 86   | 256  | TS2.0     | Jean Aumas              | Willy Brandt          |                           | Alfa Romeo 1900TI               | 13 h 56 min 24 s |                                                    |
| 87   | 244  | T2.0      | Achille Fona            | Amletto Della Fona    |                           | Alfa Romeo 1900TI               | 13 h 56 min 30 s |                                                    |
| 91   | 006  | TS1.1     | Ersilio Mandrini        | Luigi Bertassi        |                           | Alfa Romeo Giulietta            | 14 h 16 min 55 s |                                                    |
| 93   | 212  | TS1.6     | Peter Harper            | Jackie Reece          |                           | Sunbeam Rapier                  | 14 h 06 min 16 s |                                                    |
| 95   | 206  | T1.6      | Paul Guiraud            | G. Chevron            |                           | Peugeot 403                     | 14 h 12 min 28 s |                                                    |
| 98   | 257  | TS2.0     | Claude Bourillot        | Pierre About          |                           | Citroën DS19                    | 14 h 15 min 16 s |                                                    |
| 99   | 032  | T1.3      | Alberto Massari         | Pier Luigi Gatti      |                           | Peugeot 403                     | 14 h 12 min 28 s |                                                    |
| 103  | 253  | TS2.0     | Louis Chiron            | André Testut          |                           | Citroën DS19                    | 14 h 22 min 01 s |                                                    |
| 108  | 2348 | T1.1      | Dino Faggi              |                       |                           | Fiat 1100/103TV                 | 14 h 31 min 23 s |                                                    |
| 110  | 71   | TS1.0     | Maurice Michy           |                       |                           | Renault Dauphine                | 14 h 32 min 53 s |                                                    |
| 141  | 63   | T1.0      | Robert Chancel          | Bergonoukoux          |                           | Panhard Dyna 54                 | 15 h 22 min 40 s |                                                    |
| 154  | 14   | TS750     | Louis Chardin           |                       |                           | Renault 4CV                     | 15 h 59 min 47 s |                                                    |
| 161  | 3    | T750      | Carl Lohmander          | Harald Kronegård      |                           | Saab 93                         | 16 h 40 min 22 s |                                                    |
| 172  | 77   | GT1.0     | Gerard Parmentier       |                       |                           | D.B.-Panhard HBR                | 18 h 34 min 03 s |                                                    |
| Abd. | 534  | S+2.0     | Peter Collins           | Louis Klementaski     | Scuderia Ferrari          | Ferrari 335 S                   | 5 h 03 min 11 s  | Arbre de transmission                              |
| Abd. | 531  | S+2.0     | Alfonso de Portago      | Edmund Nelson         | Scuderia Ferrari          | Ferrari 335 S                   | 5 h 17 min 43 s  | Accident mortel de Alfonso de Portago et Ed Nelson |
| Abd. | 448  | S2.0      | Franco Bordoni          |                       |                           | Maserati 200SI                  | 6 h 32 min 24 s  | ?                                                  |
| Abd. | 337  | S1.1      | Gregor Grant            |                       |                           | Lotus-Climax Eleven             | 6 h 58 min 42 s  | Réservoir de carburant cassé                       |
| Abd. | 437  | GT+2.0    | Piero Scotti            | Adalberto Parenti     |                           | Mercedes-Benz 300 SL            |                  | ?                                                  |
| Abd. | 69   | TS1.0     | Jean Lucas              |                       |                           | Renault Dauphine                | 7 h 18 min 43 s  | ?                                                  |
| Abd. | 39   | GT750     | Jean Rédélé             |                       |                           | Alpine A106 MM                  | 7 h 26 min 49 s  | ?                                                  |
| Abd. | 309  | GT2.0     | Joseph H. Göttgens      |                       |                           | Triumph TR3                     | 7 h 56 min 12 s  | Accident mortel                                    |
| Abd. | 141  | S750      | René Philippe Faure     |                       |                           | Stanguellini Efac Sport 750     |                  | ?                                                  |
| Abd. | 213  | TS1.6     | Sheila van Damm         | David Humphrey        |                           | Sunbeam Rapier                  |                  | Accident                                           |
| Abd. | 227  | GT1.6     | Gunnar Blomquist        |                       |                           | Porsche 356A Carrera            |                  | ?                                                  |
| Abd. | 301  | GT2.0     | Ludovico Scarfiotti     |                       |                           | Fiat 8V Zagato                  |                  | ?                                                  |
| Abd. | 339  | S1.1      | Bruno Ferrari           |                       |                           | Lotus-Climax Eleven             |                  | ?                                                  |
| Abd. | 428  | GT+2.0    | Bengt Martenson         | Wittigo von Einseidel |                           | Mercedes-Benz 300 SL            |                  | ?                                                  |
| Abd. | 440  | GT+2.0    | Wolfgang Seidel         | Helmut Glöckler       |                           | Mercedes-Benz 300 SL            |                  | ?                                                  |
| Abd. | 506  | S2.0      | Luigi Bellucci          |                       | Officine Alfieri Maserati | Maserati 200SI                  |                  | Fuite d'huile                                      |
| Abd. | 518  | S+2.0     | Ron Flockhart           |                       | Ecurie Ecosse             | Jaguar D-Type                   |                  | Perte du réservoir à carburant                     |
| Abd. | 524  | S+2.0     | Ak Miller               | Douglas Harrison      | Akton Miller              | Caballo de Hiero-Chrysler Mk II |                  | Échappement                                        |
| Abd. | 533  | S+2.0     | Hans Herrmann           |                       | Officine Alfieri Maserati | Maserati 350S                   |                  | Vidange                                            |
| Abd. | 537  | S+2.0     | Stirling Moss           | Denis Jenkinson       | Officine Alfieri Maserati | Maserati 350S                   |                  | Pédale de frein                                    |

## Dans la culture
Le film Ferrari (2023), de Michael Mann, est centré en grande partie sur les Mille Miglia 1957. Le rôle d'Alfonso de Portago est tenu par Gabriel Leone et celui de Piero Taruffi par Patrick Dempsey.